# Turmhügel Kaisersberg
Die Turmhügel Kaisersberg ist eine abgegangene mittelalterliche Turmhügelburg (Motte) bei Kaisersberg, einem Ortsteil der Gemeinde Anzing im Landkreis Ebersberg in Bayern. Die Anlage wird als Bodendenkmal unter der Aktennummer D-1-7837-0008 im Bayernatlas als „Turmhügel des hohen und späten Mittelalters ("Kaisersberg")“ geführt. 
Von der ehemaligen Mottenanlage mit einer Nord-Süd-Ausdehnung von 40 Meter und einer Ost-West-Ausdehnung von etwa 8 Meter ist noch der etwa 12 Meter hohe Turmhügel, durch einen Abschnittsgraben vom Berggrat getrennt, mit zwei Terrassen auf der Ostseite erhalten sowie eine etwa 2 Meter tiefe Zisterne.
120 m südwestlich davon befindet sich das abgegangene Schloss Kaisersberg.